# Ólafur Thors
Ólafur Thors, né le 19 juin 1892 à Borgarnes et mort le 31 décembre 1964 à Reykjavik, est un homme d'État  et ancien Premier ministre conservateur islandais, membre du Parti de l'indépendance. Il est chef du gouvernement islandais à cinq reprises :
- 16 mai 1942 - 16 décembre 1942 ;
- 21 octobre 1944 - 4 février 1947 ;
- 6 décembre 1949 - 14 mars 1950 ;
- 11 septembre 1953 - 24 juillet 1956 ;
- 20 novembre 1959 - 14 novembre 1963.

## Biographie
Ólafur Thors, fils de l'industriel danois Thor Philip Axel Jensen et de l'Islandaise Margrét Þorbjörg Kristjánsdóttir a obtenu son baccalauréat en 1913 au Menntaskólinn de Reykjavík, le plus ancien lycée d'Islande. Il commence ensuite des études à l'Université de Copenhague, mais revient rapidement pour entrer dans l'entreprise de son père Kveldúlfur. De 1918 à 1935, il est directeur de l'entreprise de bateaux à vapeur Félag íslenskra botnvörpuskipaeigenda fondée par son père en 1916.
Il commence sa carrière politique en 1921 en étant élu au parlement de la ville de Reykjavík, avant d'entrer au nouveau Parti conservateur (Íhaldsflokkurinn) à sa fondation en 1924. En 1926, il est élu au parlement islandais, l'Althing, où il siège jusqu'à sa mort en 1964. En 1929, le Parti conservateur fusionne avec le Parti libéral pour devenir le Parti de l'Indépendance. Il exerce son premier mandat ministériel du 14 novembre au 23 décembre 1932 en tant que remplaçant du ministre chargé de la justice dans le gouvernement d'Ásgeir Ásgeirsson, puis est ministre des affaires industrielles de 1939 à 1942 dans le gouvernement d'Hermann Jónasson. En 1942, il devient premier ministre pour la première fois, alors que l'île est encore sous domination danoise, et est simultanément ministre des affaires étrangères. Cette situation se renouvelle de 1944 à 1947.
Il est ensuite ministre des affaires sociales durant son troisième mandat de premier ministre, de 1949-1950, puis ministre de la pêche et de l'industrie de 1950 à 1953 dans le gouvernement de Steingrímur Steinþórsson, puis à nouveau ministre de la pêche dans son propre gouvernement de 1953 à 1956. Il est par ailleurs président du Parti de l'indépendance du 2 octobre 1934, date à laquelle il succéda à Jón Þorláksson, au 22 octobre 1961.
Bjarni Benediktsson lui succède tant à la tête du Parti de l'indépendance en 1961 qu'à la tête du gouvernement en 1963.
De 1936 à 1944, puis de 1948 à sa mort, Ólafur Thors est président de la Landsbanki, la plus ancienne banque islandaise.